# Catharsius laticeps
Catharsius laticeps là một loài bọ cánh cứng trong họ Bọ hung (Scarabaeidae).